# Hutapea Banuarea
Hutapea Banuarea is een bestuurslaag in het regentschap Tapanuli Utara van de provincie Noord-Sumatra, Indonesië. Hutapea Banuarea telt 968 inwoners (volkstelling 2010).